# Guillermo Ríos Alcalá

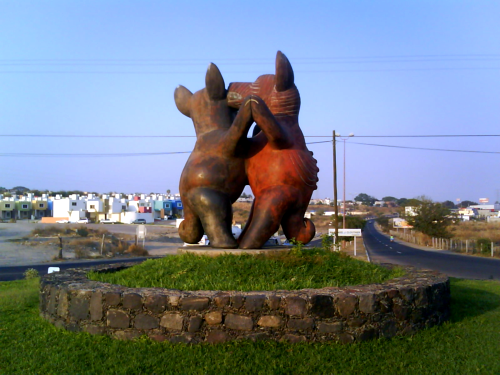
"Los perros danzantes", obra del artista en la ciudad de Colima

Guillermo Ríos Alcalá es un alfarero mexicano experto en restauración y un educador originario del estado de Jalisco. Está casado y tiene siete hijos aunque ninguno de ellos ha seguido sus pasos.
Nació en Chapala (Jalisco) donde residían sus padres, Felipe Ríos y María Guadalupe Alcalá. En 1957, cuando tenía menos de seis años, Guillermo cambió su residencia a la ciudad de Colima. Su abuelo, Jesús Becerra, fue también un alfarero, aunque sus piezas solo eran para uso personal. El padre de Guillermo era granjero y encontraba todo tipo de figuras antiguas que él restauraba ensayando diferentes procesos que fue practicando él mismo. La llegada de Guillermo a este oficio fue diferente a la que sus predecesores tuvieron, pues él aprendió este arte cuando aún era niño ya que, aunque solía jugar con pequeños trozos de arcilla sin tener una inclinación real hacia esta profesión, su padre le hizo aprender el arte de la alfarería.
Por accidente, esta práctica se convirtió en su vocación. Cuando Ríos Alcalá se encontraba trabajando como albañil, fue contactado por otras personas para restaurar una pieza prehispánica. Esto le llevó a trabajar con la Universidad de Colima en proyectos de restauración cuando tenía dieciocho años. Desde entonces, estableció un taller permanente en el Museo Universitario de Artes Populares María Teresa Pomar en la Universidad, restaurando piezas, haciendo reproducciones y dando talleres acerca de las cerámicas prehistóricas.
Su especialidad en restauración son las piezas encontradas en las tumbas de fosa encontradas en el occidente de México. La mayoría de su trabajo de reproducción se encuentra en el área de cerámica hispánica de Colima. Ríos Alcalá crea figuras de pájaros, sacerdotes, hombres y mujeres en diferentes actividades, al igual que figuras de monos encontradas solamente en Colima. Sin embargo, su trabajo más popular es el que representa a los Xoloitzcuintles. La más famosa imagen mesoamericana de estos perros es la erróneamente llamada "los perros danzantes", aunque se trata de la representación de un perro viejo transmitiendo información generacional a un perro joven. Ríos Alcalá creó una versión monumental de esta pieza, la cual está colocada en una glorieta de la ciudad de Colima, en la carretera a Comala y una más en la ciudad de Tecomán.
Ríos Alcalá ha estudiado la cerámica prehispánica del occidente de México durante años, visitando piezas en museos y fotografiando sitios arqueológicos. Ha continuado con su trabajo en la Universidad de Colima, creando sus reproducciones con arcilla de Comala, usando pigmentos rojos de la tierra y creando piezas usando modelos.  Varias de sus piezas son parte de las colecciones permanentes del museo.

Su producción es demandada por coleccionistas privados en México y el extranjero, en algunas ocasiones recibe comisiones especiales. Su trabajo lo ha llevado a diferentes países como Estados Unidos, Canadá y Cuba a dar pláticas y exhibiciones. 
En el 2006, una exhibición de su arte fue presentada en la Galería Mariana en La Habana, patrocinada por la Casa de las Américas y la Jornada de la Cultura Mexicana en Cuba.
Ríos Alcalá ha recibido premios y diplomas por su trabajo desde 1966. Fue nombrado un "Gran maestro del arte popular" por el Fomento Cultural Banamex en 2001. El Museo Universitario de Arte Popular Teresa Pomar exhibió una retrospectiva de su trabajo en 2010.